# العلوم والتكنولوجيا في المجر

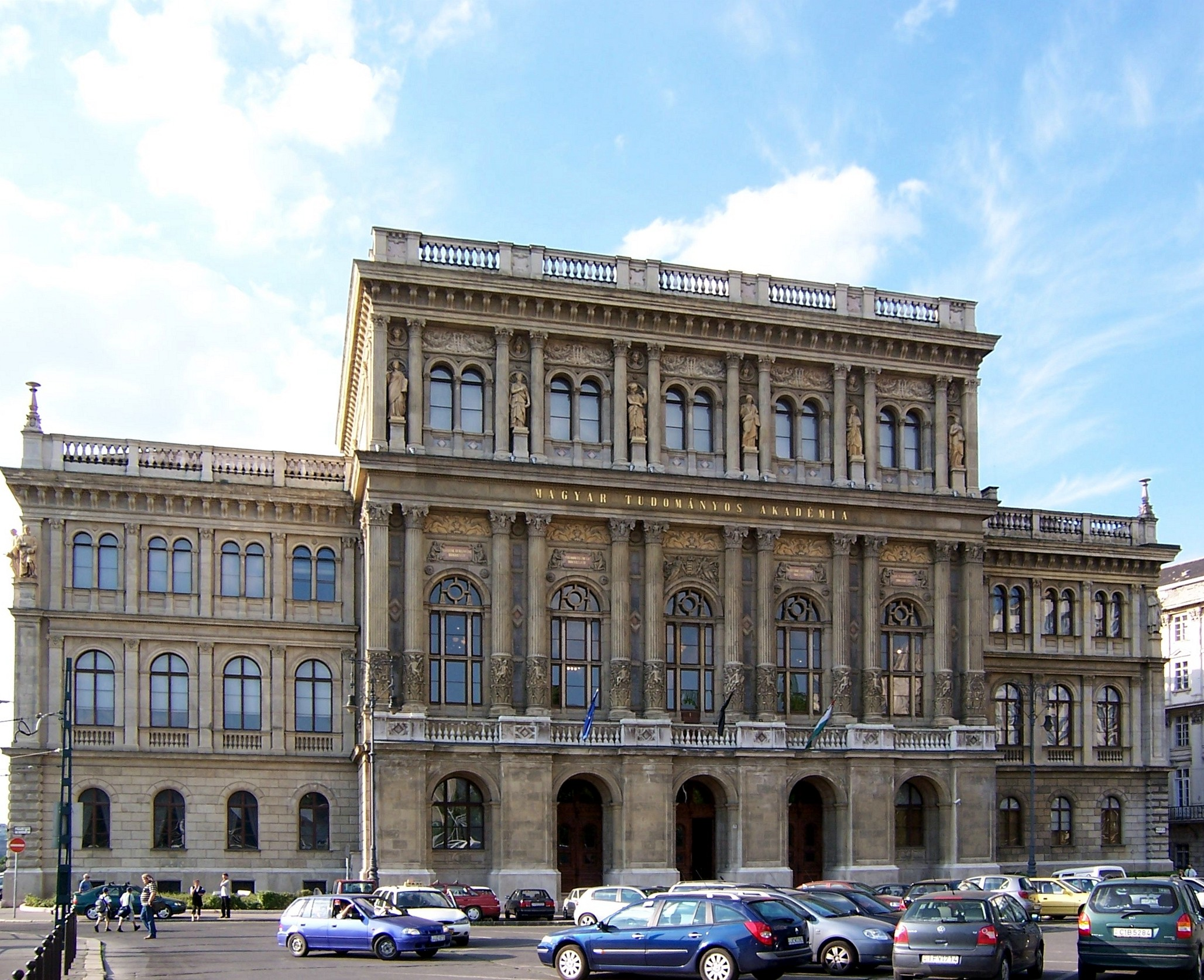
مبنى الأكاديمية المجرية للعلوم. بودابست. ساحة V. Széchenyi István 9. تاريخ التسليم: 11 ديسمبر 1865.

تعد العلوم والتكنولوجيا من أكثر القطاعات تقدمًا في المجر. أنفقت البلاد 1.4% من ناتجها المحلي الإجمالي في مجال البحث والتطوير المدني عام 2015، مما يضعها في الترتيب الخامس والعشرين بين البلدان على مستوى العالم من ناحية معدل الإنفاق على هذا المجال. تحتل المجر المرتبة 32 بين الدول الأكثر ابتكارًا في مؤشر بلومبيرغ للابتكار، قبل هونغ كونغ أو أيسلندا أو مالطا. احتلت المجر المرتبة 35 في مؤشر الابتكار العالمي عام 2023.
في 2014، بلغ عدد الباحثين المتفرغين بدوام كامل في المجر 2,651 باحثًا لكل مليون نسمة، بزيادة مطردة، إذ كانوا 2,131 باحثًا في عام 2010، مقارنة بنحو 3,984 باحثًا في الولايات المتحدة، أو 4,380 باحثًا في ألمانيا. استفادت صناعة التكنولوجيا المتقدمة في المجر من القوى العاملة الماهرة في البلاد ومن الحضور القوي لشركات ومراكز الأبحاث الأجنبية ذات التكنولوجيا المتقدمة. تمتلك المجر أيضًا واحدة من أعلى معدلات براءات الاختراع المسجلة، وهي سادس أعلى نسبة لإنتاج التكنولوجيا المتقدمة، والتكنولوجيا المتقدمة المتوسطة في إجمالي الناتج الصناعي، وتحتل المرتبة 12 بنسبة تدفق الاستثمار الأجنبي المباشر في مجال البحوث، والمرتبة 14 في المواهب البحثية في مجال المشاريع التجارية، والمرتبة 17 كأفضل نسبة كفاءة ابتكار إجمالية في العالم.
الجهة الفاعلة الرئيسية في البحث والتطوير في المجر هي المكتب الوطني للبحث والتطوير والابتكار (إن. آر. دي. آي)، وهي وكالة تخطيط استراتيجي وتمويل وطنية للبحث العلمي والتطوير والابتكار، والمصدر الرئيسي لتقديم المشورة بشأن سياسة البحث والتطوير والابتكار للحكومة المجرية، والوكالة الرئيسية لتمويل عملية البحث والتطوير والابتكار. ويتمثل دورها في تطوير سياسة البحث والتطوير والابتكار، وضمان استثمار المجر بشكل كاف في عملية البحث والتطوير والابتكار، عن طريق تمويل البحوث الممتازة ودعم الابتكار لزيادة القدرة التنافسية وإعداد استراتيجية البحث والتطوير والابتكار للحكومة المجرية، والتعامل مع الصندوق الوطني للبحث والتطوير والابتكار، وتمثيل الحكومة المجرية ومجتمع البحث والتطوير والابتكار المجري في المنظمات الدولية.
تعد الأكاديمية المجرية للعلوم وشبكتها البحثية جهة فاعلة رئيسية أخرى في مجال البحث والتطوير في المجر، وهي أهم وأرقى جمعية علمية في مجتمع المجر الأكاديمي، ويقع على عاتقها مسؤوليات رئيسية متمثلة في دعم العلم ونشر النتائج العلمية ودعم البحث والتطوير وتمثيل العلوم المجرية على الصعيدين المحلي والعالمي.

## الجامعات والمعاهد البحثية
تأسس أول معهد للتكنولوجيا في العالم عام 1735، وكان مدرسة تعدين تدعى «بيرغ شولا»، وتقع في سيلميدسبانيا، مملكة المجر (تدعى حاليًا بانسكا شتيفنيتسا في سلوفاكيا). خلَفها القانوني جامعة ميشكولتس وجامعة سوبرون في المجر.
تعتبر جامعة بي. إم. إي. أقدم مؤسسة تكنولوجية تتمتع بتصنيف وهيكل جامعيين في العالم، وهي أول مؤسسة تدرب المهندسين على المستوى الجامعي في أوروبا.
ومن بين الجامعات البحثية العديدة في المجر، تعتبر جامعة أوتفوش لوراند، التي تأسست في 1635، واحدة من أكبر مؤسسات التعليم العالي العامة وأعرقها في المجر. ينقسم طلاب هذه الجامعة البالغ عددهم 28,000 طالب في ثماني كليات، وفي مؤسسات بحثية منتشرة في جميع أنحاء بودابست. يرتبط بهذه الجامعة 5 حائزين على جائزة نوبل، بالإضافة إلى أشخاص حائزين على جائزة وولف، وجائزة فولكيرسون، وجائزة إبيل، وكان آخرهم الفائز بجائزة إبيل عام 2012 إندري ساماريدي.
أُدرجت جامعة سيملفيس ضمن تصنيف كيو. إس. للجامعات العالمية لعام 2016 الصادرة مؤخرًا ضمن أفضل 151-200 جامعة في العالم في فئتي الطب والصيدلة. ووفقًا للتصنيف الدولي في مجال الطب، احتلت جامعة سيملفيس المرتبة الأولى بين الجامعات المجرية. يضمن مشروع «التقنيات الطبية الحديثة في جامعة سيملفيس» مكانة المؤسسة بين الجامعات البحثية الرائدة في أربع مجالات رئيسية: الطب الشخصي؛ وعمليات التصوير والتصوير الحيوي: من الجزيء إلى الإنسان؛ والهندسة الحيوية والطب النانوي؛ والطب الجزيئي.
شجعت جامعة بودابست للتكنولوجيا والاقتصاد الأنشطة البحثية في الجامعة، وتوجد هذه الأنشطة على جميع المستويات من درجة البكالوريوس حتى مرحلة الدكتوراه. خلال ثمانينيات القرن العشرين، كانت جامعة بودابست للتكنولوجيا والاقتصاد من أوائل الجامعات في الكتلة الشرقية التي أدركت أهمية المشاركة في الأنشطة البحثية مع المؤسسات في أوروبا الغربية. وبالتالي، تتمتع الجامعة بعلاقات بحثية راسخة مع أوروبا الغربية. ثمة العديد من الخريجين المشهورين في الجامعة: حصل دينيس غابور مخترع التصوير المجسم على جائزة نوبل في الفيزياء عام 1971، وحصل جورج أولاه على جائزة نوبل في الكيمياء عام 1994. تضم الجامعة في الوقت الحاضر 110 أقسام و1,100 محاضر و400 باحث.
تعتبر أنشطة البحث التنافسية، المعترف بها دوليًا، في جامعة زيغيد، جزءًا أساسيًا من مهمتها التعليمية، ومن المهم بشكل خاص لدى المؤسسة ضمان مكانتها كجامعة بحثية. تشمل أنشطتها البحثية والإبداعية البحوث الأساسية والتطبيقية، والفنون الإبداعية، وتطوير المنتجات والخدمات. تضم جامعة دبرتسن نحو 30 ألف طالب، وهي واحدة من أكبر مؤسسات التعليم العالي في المجر، وتشمل مجالاتها البحثية ذات الأولوية ما يلي: العلوم الجزيئية، والعلوم الفيزيائية والمعلوماتية والمادية، والعلوم الطبية والصحية والبيئية والزراعية، وعلم اللغويات والثقافة وأخلاقيات علم الأحياء. أما جامعة بيتش فهي واحدة من الجامعات البحثية الرائدة في البلاد مع خلفية بحثية مهنية ضخمة. يغطي مركز زينتاغوتاي للبحوث التابع لجامعة بيتش جميع جوانب التعليم والبحث والابتكار في مجالات العلوم الطبية الحيوية والطبيعية والبيئية، وتوفر البنية التحتية والأجهزة وخبرة 22 فريقًا بحثيًا عاملين في المبنى، أساسًا ممتازًا لتصبح منشأة بحثية رائدة ومعروفة في المجر وفي أوروبا الوسطى، مع شبكة تعاون واسعة ومثمرة.
تساهم شبكة أبحاث الأكاديمية المجرية للعلوم أيضًا بشكل كبير في الناتج البحثي للمجر، وتتألف من 15 مؤسسة بحثية مستقلة قانونيًا وأكثر من 130 مجموعة بحثية في الجامعات تشارك الأكاديمية في تمويلها. تركز هذه الشبكة البحثية في المقام الأول على أبحاث استكشافية لا مثيل لها في المجر، إذ تمثل ثلث المقالات الأكاديمية العلمية الصادرة في البلاد. تتجاوز مؤشرات الاقتباس من المقالات التي ينشرها باحثو الأكاديمية المتوسط المجري بنسبة 25.5%. وتتناول الشبكة البحثية الاكتشافات والبحوث الموجهة، بالتعاون مع الجامعات والشركات. المكونات الرئيسية للشبكة هي مركز إم. تي. إيه. زيغيد لعلوم الأحياء، ومعهد إم. تي. إيه. لعلوم الحاسب الآلي والتحكم، ومعهد إم. تي. إيه. رينيه للرياضيات، ومركز إم. تي. إيه. للعلوم الطبيعية، ومعهد إم. تي. إيه. للبحوث النووية، ومعهد إم. تي. إيه. للطب التجريبي، ومركز أبحاث إم. تي. إيه. فيغنر للفيزياء، ومركز إم. تي. إيه. لبحوث الطاقة، ومركز أبحاث إم. تي. إيه. لعلم الفلك وعلوم الأرض (بالمشاركة مع مرصد كونكولي).

## سوق رأس المال الاستثماري
وفقًا لتقرير إتش. في. سي. إيه. (جمعية رأس المال الاستثماري والأسهم الخاصة المجرية)، زادت إمكانية وصول الشركات المجرية إلى تمويل رأس المال الاستثماري ورأس المال الخاص بشكل كبير خلال العقدين الماضيين، من خلال التعاون بين القطاع الصناعي والحكومة المجرية. لعبت هذه الوسائط المالية دورًا متزايد الأهمية في الاقتصاد المجري. وخلال هذه الفترة، استثمرت صناديق رأس المال الاستثماري ورأس المال الخاص ما يقرب من 4 مليارات دولار أمريكي في أكثر من 400 شركة مجرية.
مع ذلك، فإن ما يسمى بصفقات الاستحواذ، شكلت نحو ثلثي الحجم الإجمالي لتلك الاستثمارات، وكانت تهدف إلى الاستحواذ على أسهم في شركات مستحقة تعمل بشكل مربح منذ عدة سنوات. كان حجم الاستثمارات في شركات المرحلة المبكرة والتوسعية أقل بكثير، إذ وجّه نحو 30% فقط من إجمالي حجم الاستثمارات إلى الشركات في المرحلة التوسعية وأقل من 5% إلى الشركات في المرحلة المبكرة. وينعكس ذلك أيضًا في حقيقة أنه على مدار العقدين الماضيين، جاء أكثر بقليل من 10% من إجمالي حجم استثمارات رأس المال الاستثماري ورأس المال الخاص من الصناديق التي تركز على شركات المرحلة المبكرة. أما النسبة المتبقية التي تقترب من 90% فقد استثمرتها صناديق رأس المال الخاص التي تركز على الشركات الأكثر نضجًا ذات القوة الاقتصادية الأكبر. أما بالنسبة لعدد الصفقات، فقد استهدفت الشركات في المرحلة التوسعية أكبر عدد من استثمارات رأس المال الاستثماري والأسهم الخاصة: شكلت هذه الاستثمارات ما يقرب من 60% من المعاملات التجارية المجرية. تضمنت ثلث المعاملات شركات في مرحلة مبكرة. تمثل صفقات شراء الحصة المسيطرة نحو 10% من المعاملات من حيث العدد. وقد أسهمت عدة عوامل في هذا النمو، مثل الإعفاءات الضريبية على رأس المال الاستثماري المجري، والصناديق المنشأة بالتعاون مع المصارف الدولية الكبيرة والشركات المالية، ومشاركة المنظمات الرئيسية الراغبة في الاستفادة من نقاط القوة في الشركات المجرية الناشئة وشركات التكنولوجيا المتقدمة. في السنوات الأخيرة، ازدهرت حصة رأس المال الاستثماري الموضوعة في مراحل نمو الشركات على حساب الاستثمارات الموضوعة في المرحلة المبكرة.